# Joseph Salomonson

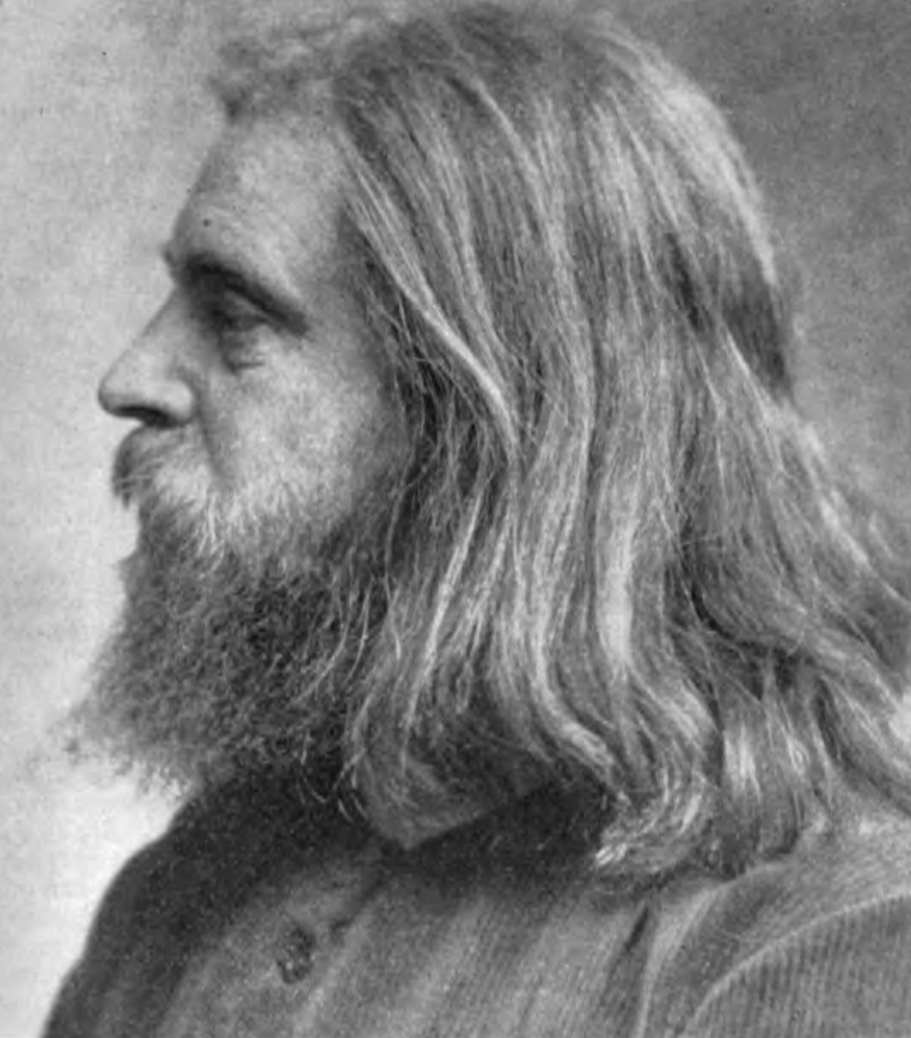
Joseph Salomonson

Joseph Salomonson (* 13. Januar 1853 in Amsterdam; † nach 1908) war ein niederländischer Konsul, Unternehmer und Lebensreformer. Er war kurzzeitig Schatzmeister oder Sekretär der Siedlung auf dem Monte Verità.

## Leben

Joseph Salomonson beim Gartenbau auf dem Monte Verità, Foto um 1903

Joseph Salomonson wurde als ältestes unter neun Kindern von Frits und Femmetje (geb. Willing) Salomonson in Amsterdam geboren. Er kam aus einer bedeutenden Familie von Textilfabrikanten aus Twente. In seinem bürgerlichen Leben war er als Konsul tätig sowie Direktor mehrerer Unternehmen, unter anderem auf der Insel Java in Niederländisch-Indien. Im Jahr 1886 wurde er in Semarang Konsul von Belgien.
1903 war Salomonson Mitarbeiter der Kooperative und Naturheilanstalt auf dem Monte Verità bei Ascona in der Schweiz. Er führte dort den strengen Vegetarismus (Vegetabilismus) ein. Er soll die Mitgründerin Ida Hofmann, die bis dahin vegetarisch gelebt hatte, von einer veganen Lebensweise überzeugt haben. Ein Foto aus dieser Zeit zeigt ihn, nur mit Schuhen und Stirnband bekleidet, beim Gärtnern.
Ende 1903 begab er sich nach London, wenig später nach New York. 1904/05 folgten Aufenthalte in Biarritz und an der Côte d’Azur. 1906/07 befand er sich in Paris. Ansichtskarten zufolge war er auch in Algerien.
Eine Tunika, Sandalen, lange Haare und Bart verliehen Salomonson ein jesusähnliches Äußeres, das in Zeitungen und Zeitschriften abgebildet wurde. Als Meva, der Apostel des natürlichen Lebens warb er für eine fleischlose, salzfreie und flüssigkeitsarme Ernährung.